# Pteroidichthys godfreyi
Pteroidichthys godfreyi är en fiskart som först beskrevs av Whitley, 1954.  Pteroidichthys godfreyi ingår i släktet Pteroidichthys och familjen Scorpaenidae. Inga underarter finns listade i Catalogue of Life.